# آلساندرو پاچی
آلساندرو پاچی (ایتالیایی: Alessandro Paci؛ زادهٔ ۲۱ دسامبر ۱۹۶۴) کارگردان فیلم، بازیگر، و فیلم‌نامه‌نویس اهل ایتالیا است. وی از سال ۱۹۹۰ میلادی تاکنون مشغول فعالیت بوده‌است.
از فیلم‌هایی که وی در آن نقش داشته‌است، می‌توان به چهره پیکاسو، به خانه برگرد گری، به خانه خوش آمدی گری و تابستانی کنار دریا اشاره کرد.